# Rod (unidade)
O rod é uma unidade de longitude inglesa que serve para medir terrenos.
Em português significa vara, e no inglês também é chamado de perch ou pole.

## Equivalências
Um rod equivale a:
- 0,09901041666666666 léguas
- 0,003125 milhas
- 0,025 furlongs
- 0,25 correntes
- 5,5 jardas
- 16,5 pés
- 5,0292 metros